# 卡爾瓦奧爾霍山
14°47′46″S 72°45′04″W / 14.79611°S 72.75111°W
卡爾瓦奧爾霍山（Qarwa Urqu），是秘魯的山峰，位於該國南部阿雷基帕大區，由拉烏尼翁省的瓦伊納科塔斯區負責管轄，屬於萬索山脈的一部分，海拔高度約5,000米。